# Строфария полушаровидная
Строфа́рия полушарови́дная (лат. Protostrophária semiglobáta) — вид грибов, относящийся к семейству Строфариевые (Strophariaceae). Типовой вид рода Protostropharia, выделенного из состава рода Строфария (Stropharia).
Синонимы:
- Agaricus nitens Bull., 1792, nom. illeg.
- Agaricus semiglobatus Batsch, 1783basionym
- Agaricus stercorarius Schumach., 1803
- Coprinus semiglobatus (Batsch) Gray, 1821
- Fungus semiglobatus (Batsch) Kuntze, 1898
- Geophila semiglobata (Batsch) Quél., 1886
- Geophila stercoraria (Schumach.) Quél., 1886
- Psalliota semiglobata (Batsch) P. Kumm., 1871
- Psalliota stercoraria (Schumach.) P. Kumm., 1871
- Psilocybe semiglobata (Batsch) Noordel., 1995
- Stropharia semiglobata (Batsch) Quél., 1872
- Stropharia stercoraria (Schumach.) Quél., 1872
- Stropharia stercoraria var. minor F.H. Møller, 1945
- Stropharia stercoraria var. radicata F.H. Møller, 1945

## Описание

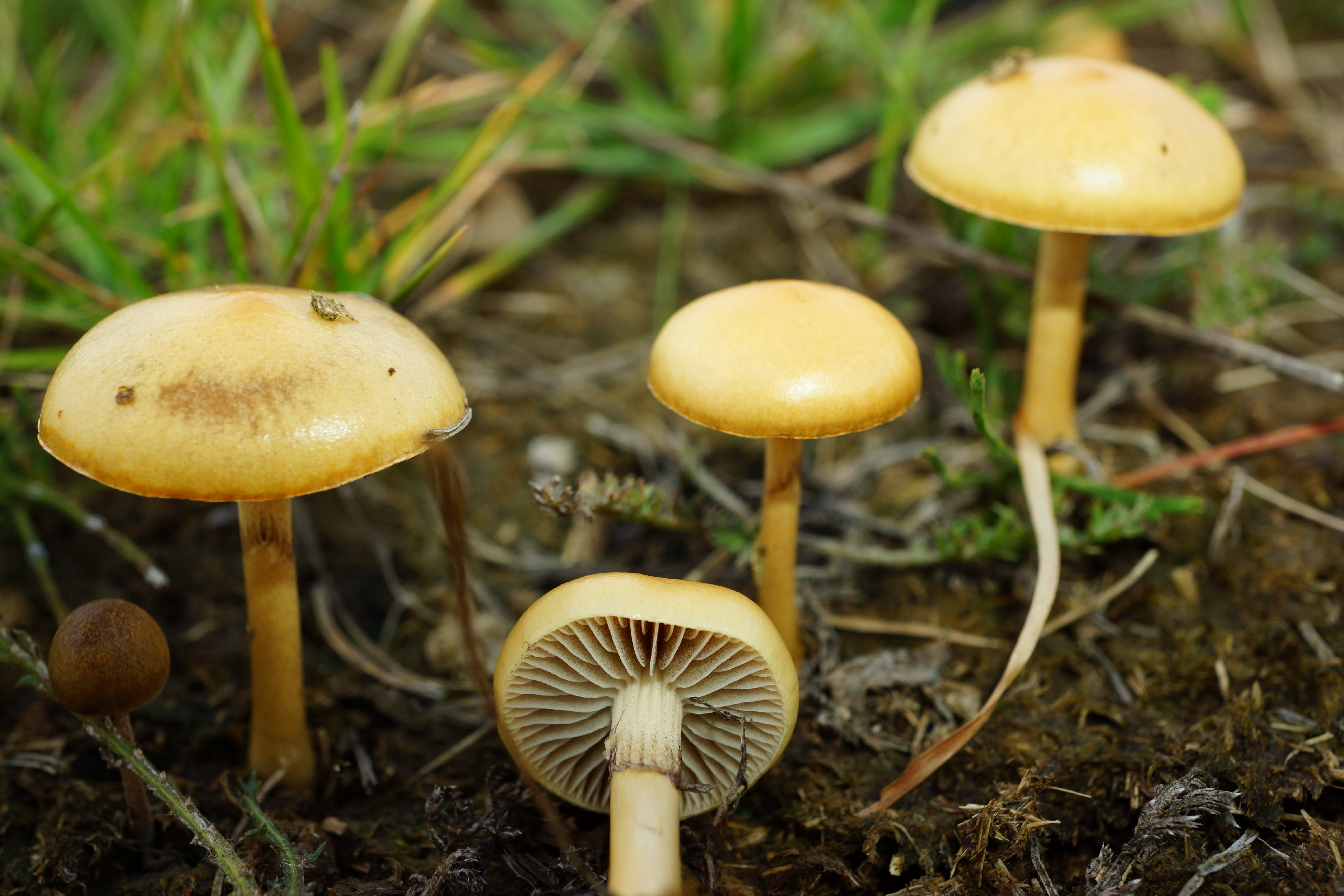

- Шляпка 1—6 см в диаметре, в молодом возрасте полушаровидной, затем ширококолокольчатой, выпуклой и, иногда, плоской формы, с гладкой слизистой или сухой, светло-жёлтой или жёлто-коричневой, в центре более тёмной поверхностью. Край шляпки иногда покрыт беловатыми остатками покрывала.
- Мякоть беловатого или желтоватого цвета.
- Гименофор пластинчатый, пластинки приросшие к ножке, в молодом возрасте сероватого, при созревании тёмно-фиолетово-коричневого цвета.
- Ножка 5—13 см длиной, ровная или немного утолщённая в основании, с кольцом, белого или желтоватого цвета.
- Споровый порошок фиолетово-коричневого цвета. Споры 15—19×7,5—10 мкм, гладкие, эллипсоидной формы.
- Встречается поздним летом и осенью, небольшими группами, реже одиночно, на навозе, земле.
- Съедобна, однако редко собирается из-за непривлекательной внешности.